# Son Rapinya

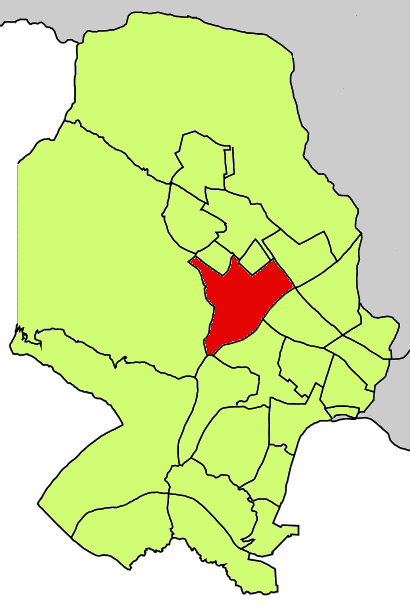
Localització de Son Rapinya respecte del Districte de Ponent.

Son Rapinya és un barri de Palma, situat al districte de Ponent, delimitat pels barris de Son Vida, Los Almendros-Son Pacs, Son Serra-La Vileta, Son Peretó, Son Flor, Son Cotoner, Son Dameto i Son Dureta. L'any 2018 tenia 4.033 habitants, 338 estrangers, un 8,38% del total.
Té una majoria d'edificacions unifamiliars, malgrat no totes aquestes ho siguin i forma un nucli més o menys homogeni sa Vileta i Son Serra.
Son Rapinya es va establir en els terrenys d'una antiga possessió dels afores de Palma, antigament anomenada Son Llull a la que s'integraren establiment de la possessió de Son Quint. A part de les denominacions Son Llull i Son Rapinya, els veïns del barri també el denominaven com Son Sec, per la falta d'aigua en el lloc, problema que no es va solucionar fins a 1962, en època de l'alcalde Joan Massanet. Durant el segle xix s'inicià la seva parcel·lació i la zona es convertí en un nucli de cases de segona residència i esbarjo. A mitjans d'aquest segle fou un lloc relativament popular per a l'esbarjo, fer berenars i caragolades per gent de palma degut a la presència de pinedes i vistes privilijades. Els diumenges i festius es reunien els veïns i organitzaven balls tals com els boleros. Després de la urbanització de Son Llull i la posterior expansió urbanitzadora, es van anar integrant al barri parts dels terrenys de les finques limítrofes, concretament les de Son Serra i Son Quint.
Amb l'augment demogràfic ocasionat per la industrialització i amb la impossibilitat de construir res a un quilòmetre a la rodona de les murades –a causa de la normativa militar vigent–, els terrenys de finques com la de Son Llull, es van convertir en llocs idonis perquè les famílies arribades des de la part forana per a treballar a Palma o ciutadans acomodats, iniciessin construccions de cases o xalets. D'aquesta forma, en tots dos costats de la carretera de Son Vida, a l'altura i voltants de les cases predials de Son Llull, es van anar construint cases.
Durant anys els habitants de Son Rapinya havien de desplaçar-se al barri veï de Son Serra per assistir missa, a la capella de Sant Antoni o be assistir a la capelleta del que seria Can Reynés. El gradual augment de la població va obligar a plantejar-se la necessitat de construir una església pròpia. L'església fou dedicada a Sant Bartomeu, va ser construïda amb el finançament dels veïns l'any 1880 en uns solars cedits pel propietari de la possessió de Son Quint (Josep Quint-Zaforteza) i en ella s'hi venera la imatge a l'oli del Sant Crist dels Set Cantons, del s XVI, abans situat a Palma. El temple és d'estil neomedieval i fou dissenyada pel mestre d'obres Bartomeu Ferrà. Consta de 3 naus i en l'altar major hi ha l'antic retaule de Sant Bartomeu, que havia pertangut al gremi de carnissers.
A partir de 1920 es va crear la línia de tramvies de Son Espanyolet, Son Rapinya, Son Serra i Son Roca que, clausurada l'any 1958 i substituïda per una línia d'autobusos. Des del Pla general d'urbanisme de Ribas Piera, aprovat el 1973, a la zona tenen una importància cabdal els centres educatius –popularment es coneix com a “zona dels col·legis”. Aquest i altres factors, com la construcció d'habitatges d'alta qualitat, han consolidat el caràcter benestant de la zona.
La línia de bus que travessa Son Rapinya és el número 7 (amb destí a Son Gotleu-Son Vida o Son Gotleu-Son Xigala).

## Centres educatius
- En aquesta barriada, hi trobem les escoles següents:

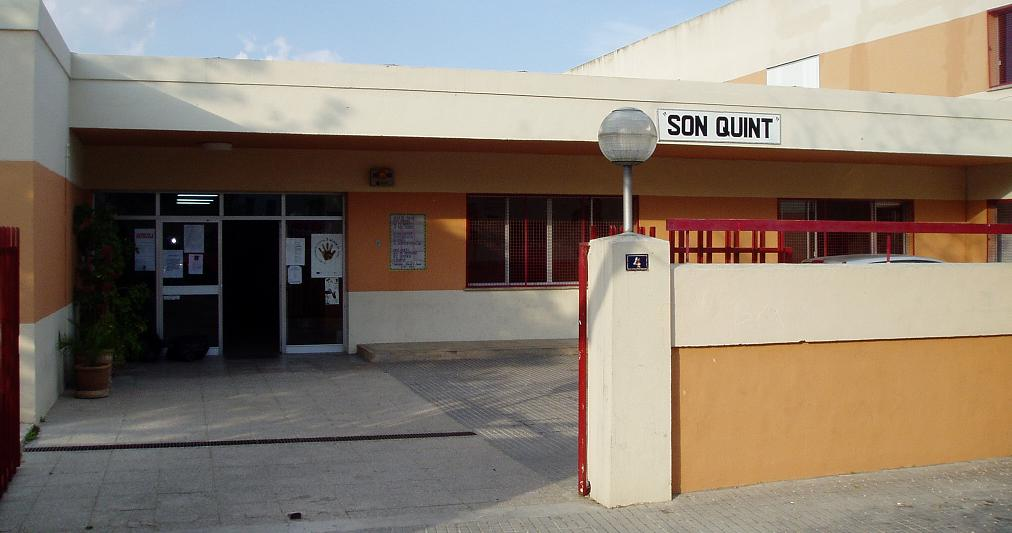
Col·legi de Son Quint
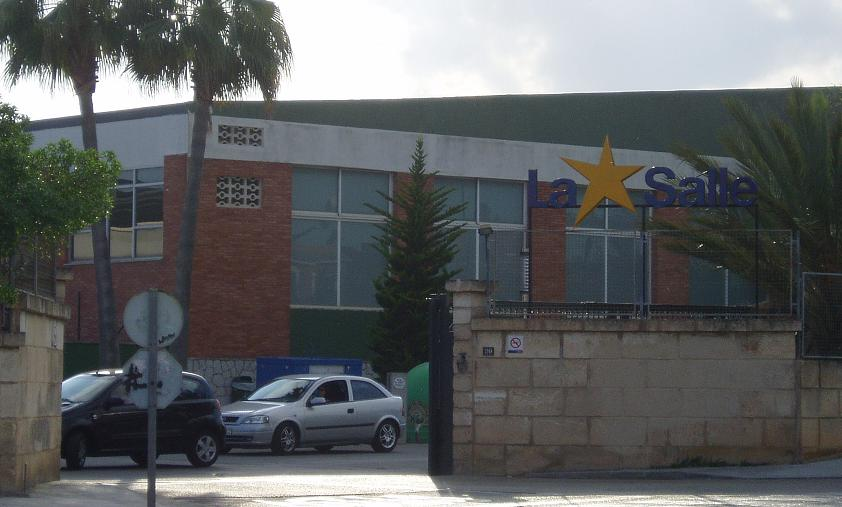
La Salle
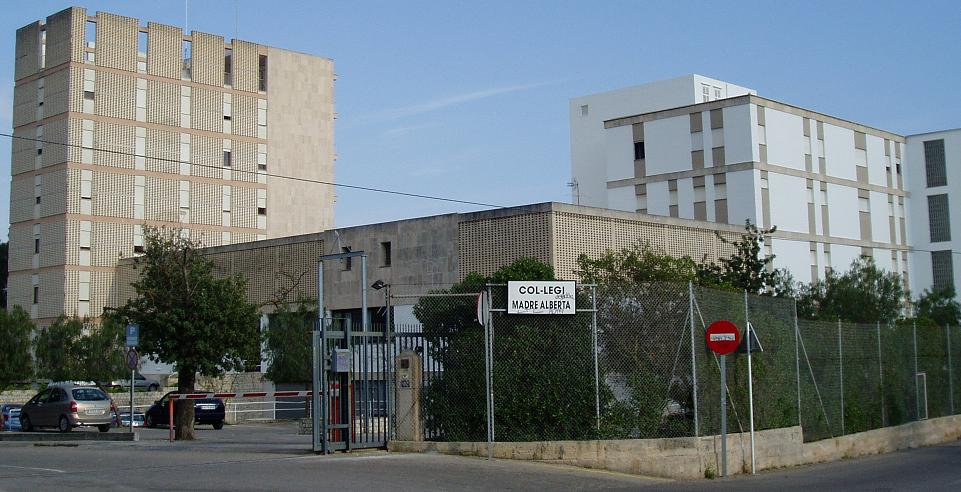
Madre Alberta

## Església de Sant Bartomeu
- L'església del barri es troba al Camí de Son Rapinya just al darrere de la Plaça de son Quint. A la vora d'aquesta plaça, hi trobem el col·legi de Son Quint:

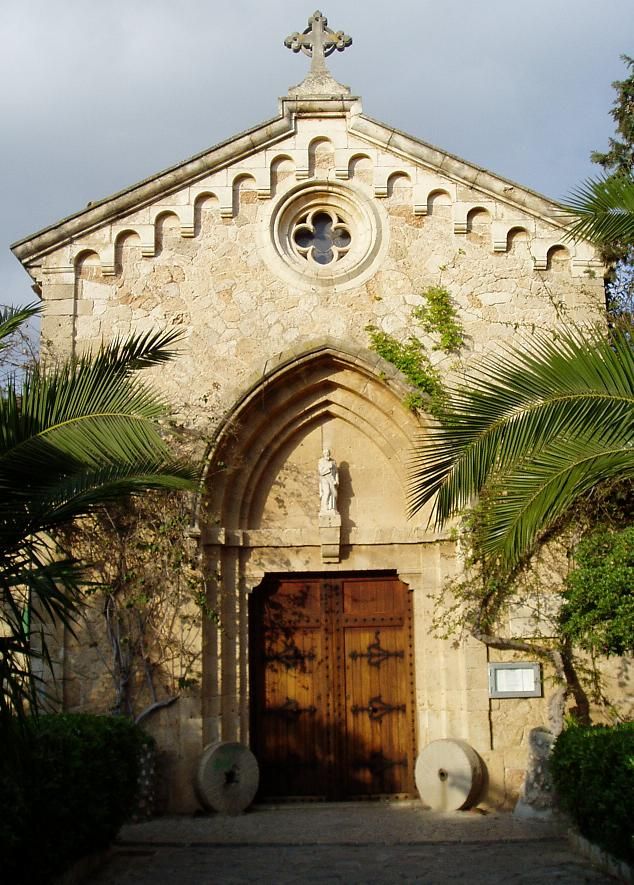
Església de Son Rapinya
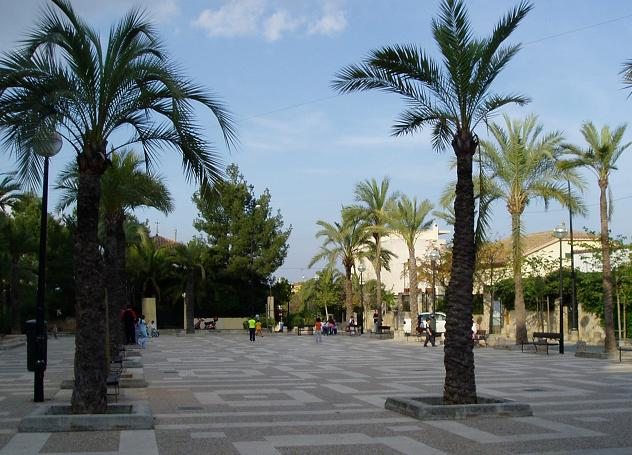
Plaça de Son Quint
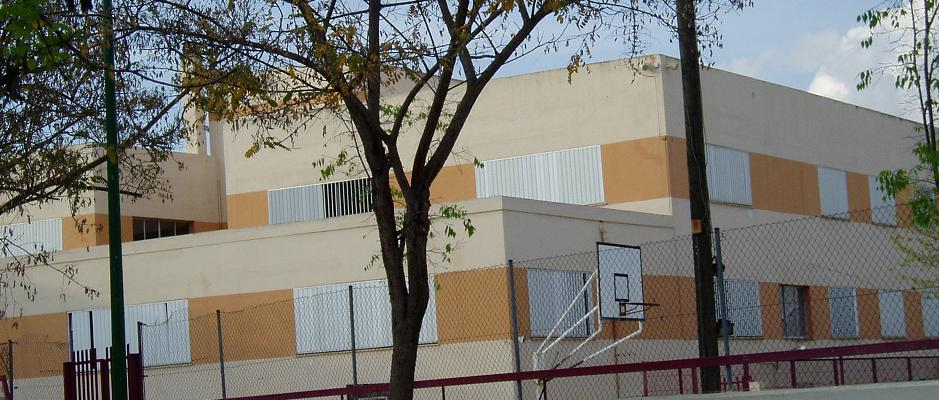
Col·legi de Son Quint

## Possessió Puigdorfila
- A la vora del col·legi de Madre Alberta, hi ha la possessió de Son Puigdorfila Vell.

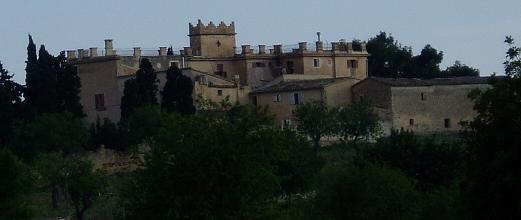
Possessió Son Puigdorfila Vell
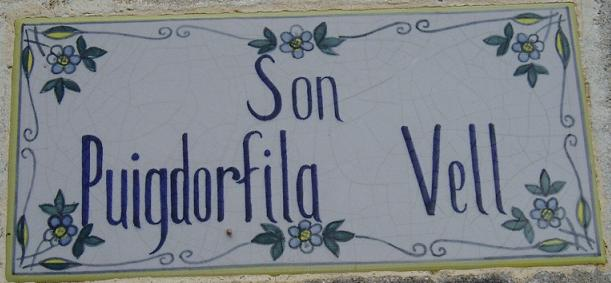
Nom de la possessió